# Tučňák brýlový
Tučňák brýlový (Spheniscus demersus), někdy také nazývaný tučňák brýlatý nebo africký, je jediný druh, který hnízdí na pobřeží jižní Afriky, zejména obývá řetězce ostrovů ležících nedaleko. Evropané se s ním seznámili už v 15. století. Stejně jako ostatní tučňáci není schopen letu, ale je uzpůsoben k potápění a částečnému životu na moři. Zrovna tak zde loví potravu a živí se převážně menšími druhy ryb, jako jsou sardinky, sardele či ančovičky.
Dospělý jedinec dosahuje výšky 45–70 cm a hmotnosti 2–4,5 kg. Má jednoduché vakovité tělo a tuhá křídla zploštěná do tvaru ploutve, což z něho dělá dokonalého plavce a potápěče, díky čemuž se může ponořit do hloubky větší jak 100 metrů. Protože žije v nezvykle teplém prostředí, vybaven je neopeřenou kůži na hlavě zpravidla růžového odstínu. Jedná se o žlázy obklopené cévami, které plní termoregulační funkci. Čím je jeho tělní teplota vyšší, tím větší množství krve se v těchto žlázách nachází a může být tak ochlazena okolním vzduchem. Rozmnožuje se i dvakrát během jednoho roku. Nejčastěji v období od března do května (Jižní Afrika) nebo od listopadu do prosince (Namibie) položí samice zpravidla dvě vejce, na kterých sedí střídavě s partnerem po dobu 36 až 41 dní. O vylíhlá mláďata pečují rovněž společnými silami, po dobu 60 až 130 dní. O odchov se mladý tučňák brýlový může pokusit již v 1.–2. roce života, avšak pohlavně vyzrálý je zpravidla ve 3–4 letech.
Je jedním z druhů, na které se vztahuje smlouva o ochraně africko-euroasijských vodních ptáků (AEWA). Od roku 2010 byl tučňák brýlový dlouho hodnocen jako ohrožený na červeném seznamu ohrožených druhů živočichů (IUCN), ale od roku 2024 spadá mezi kriticky ohrožené druhy, a to kvůli stále klesající populaci, jíž vybíjí kombinace hrozeb především lidského původu. Podle posledního sčítání přežívá v divočině necelých 20 tisíc dospělých jedinců.

## Taxonomie
Tučňák brýlový byl jedním z mnoha druhů ptáků, které původně popsal švédský přírodovědec Carl Linné během roku 1758 (viz 10. vydání jeho vědeckého systému zvaného Systema Naturae), kde ho na základě morfologických znaků a především podobnosti nozder seskupil např. s albatrosem, a dal mu jméno Diomedea demersa.
Dnes se tento africký tučňák řadí do rodu Spheniscus, mezi ostatní tropické pruhovité tučňáky. Jsou jeho nejbližší příbuzní a všichni, včetně tučňáka brýlového, žijí (respektive hnízdí) na jižní polokouli, ale v přívětivějších (teplejších) lokalitách; tučňák Humboldtův a tučňák magellanský žije v Jižní Americe a domovinou tučňáka galapážského je oblast v tichém oceáně, u rovníku, konkrétně Galapážské ostrovy. Všichni mají podobné zbarvení, fyzické parametry i životní podmínky.
Je členem třídy Aves (ptáci) a řádu Sphenisciformes (tučňáci). Patří do rodiny tučňáků Spheniscidae (tučňákovití). Klasifikován je jako Spheniscus demersus. Rodové jméno pochází ze starověkého řeckého slova sphen – neboli „klín“, poukazující na jejich jednoduchý tvar těla. Druhové jméno demersus je pak latinského původu a v překladu znamená „ponořit se“.

## Rozšíření, biotop

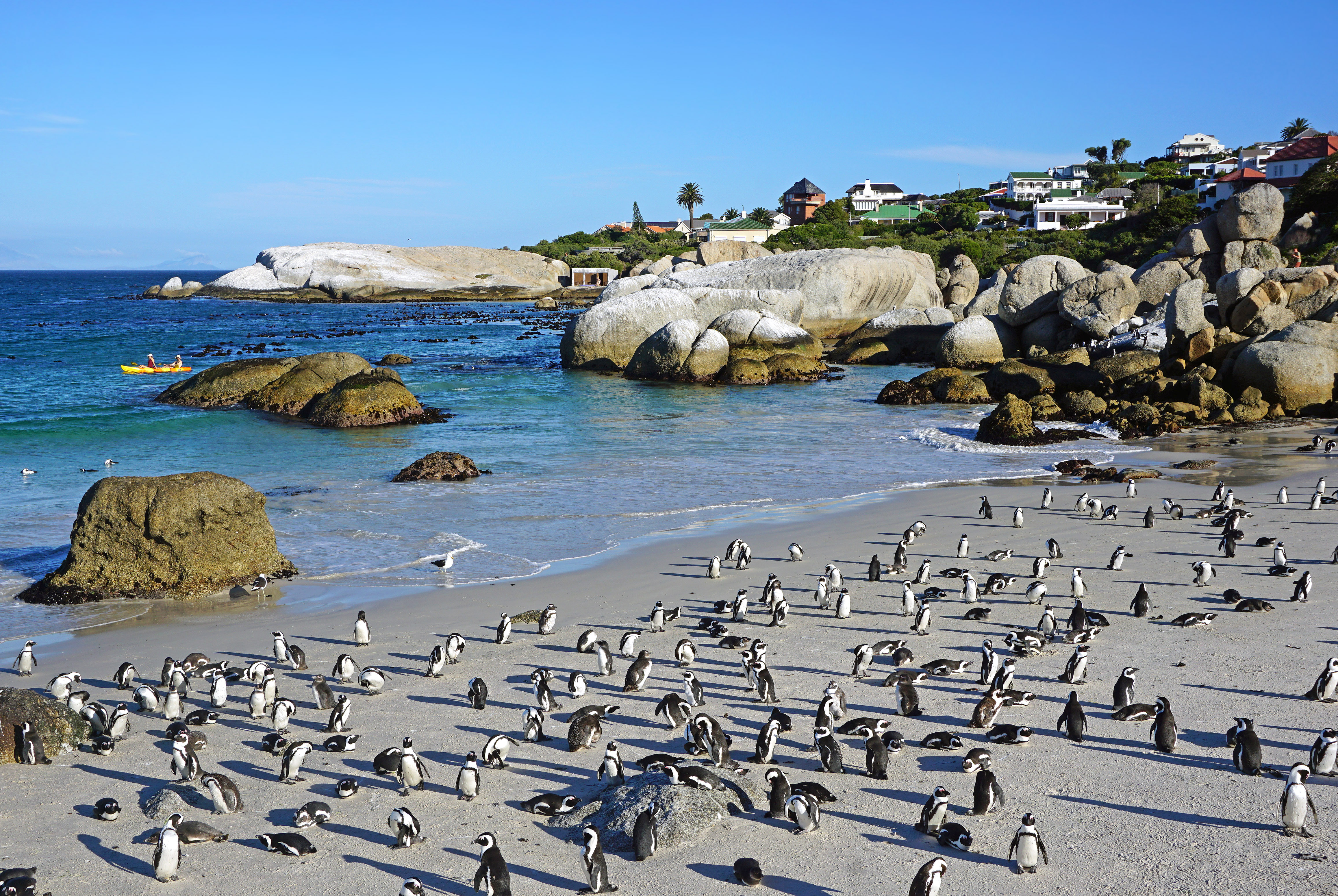
Tučňáci brýloví v lokalitě Boulders Beach

Tučňák brýlový nevyvádí mladé na sněhu a ledu, ale na písčitých plážích v tropických podmínkách. Oblíbenými místy pro hnízdění jsou odlehlé ostrůvky a nepřístupné zátoky lemovány velkými balvany nebo nízkými skalními útesy. Silné oceánské proudy a větrem bičované oblasti, stejně jako teplotní extrémy vyskytující se na jižním cípu Afriky, vytvářejí jedno z nejbouřlivějších prostředí na Zemi, v kterém tento nevelký, avšak houževnatý pták, odhodlaně vychovává mláďata.
Hnízdí přibližně na 24 ostrůvcích u pobřeží Jižní Afriky (např. na ostrově Robben – zde hnízdí asi největší až dvacetitisícová kolonie, Dassen nebo Dyer) a asi na třech pevninských místech v Jihoafrické republice; u Hollamsbird Island v Namibii a u Bird Island a Algoa Bay. Rozsah výskytu obrazně obepíná prakticky celou pobřežní část jižní Afriky s někdy nepatrnou nebo rozestřenou populací. Čím blíže k jihu, tím zpravidla větší kolonie.
Turisticky známá kolonie se nachází na březích Lambert's Bay, což je oblast ležící přibližně 250 km severně od Kapského Města, ale nejsevernější kolonie v této oblasti v nedávné době úplně vymizela. Další je jižním směrem zhruba 50 km od Kapského Města na plážích „balvanů“ – Boulders Beach (2 km od městečka Simon’s Town). V této lokalitě je možné setkat se s tučňáky takřka tváří v tvář (v jejich blízkost se lze prakticky i koupat), za vhodnější se nicméně považuje, aby návštěvník využil k tomu určené pozorovací stanice, čímž tučňáky nemůže rozrušit. Další kolonie hnízdí třeba na březích Stony Point nebo Betty's Bay.
Při případné migraci z důvodů nevyhovujících podmínek se může zatoulat severněji; na západě až do oblastí Angole, Konga či Gabonu, a na východní straně se stěhuje k Mosambiku. Jedná se ale o víceméně výjimečné případy.

## Popis

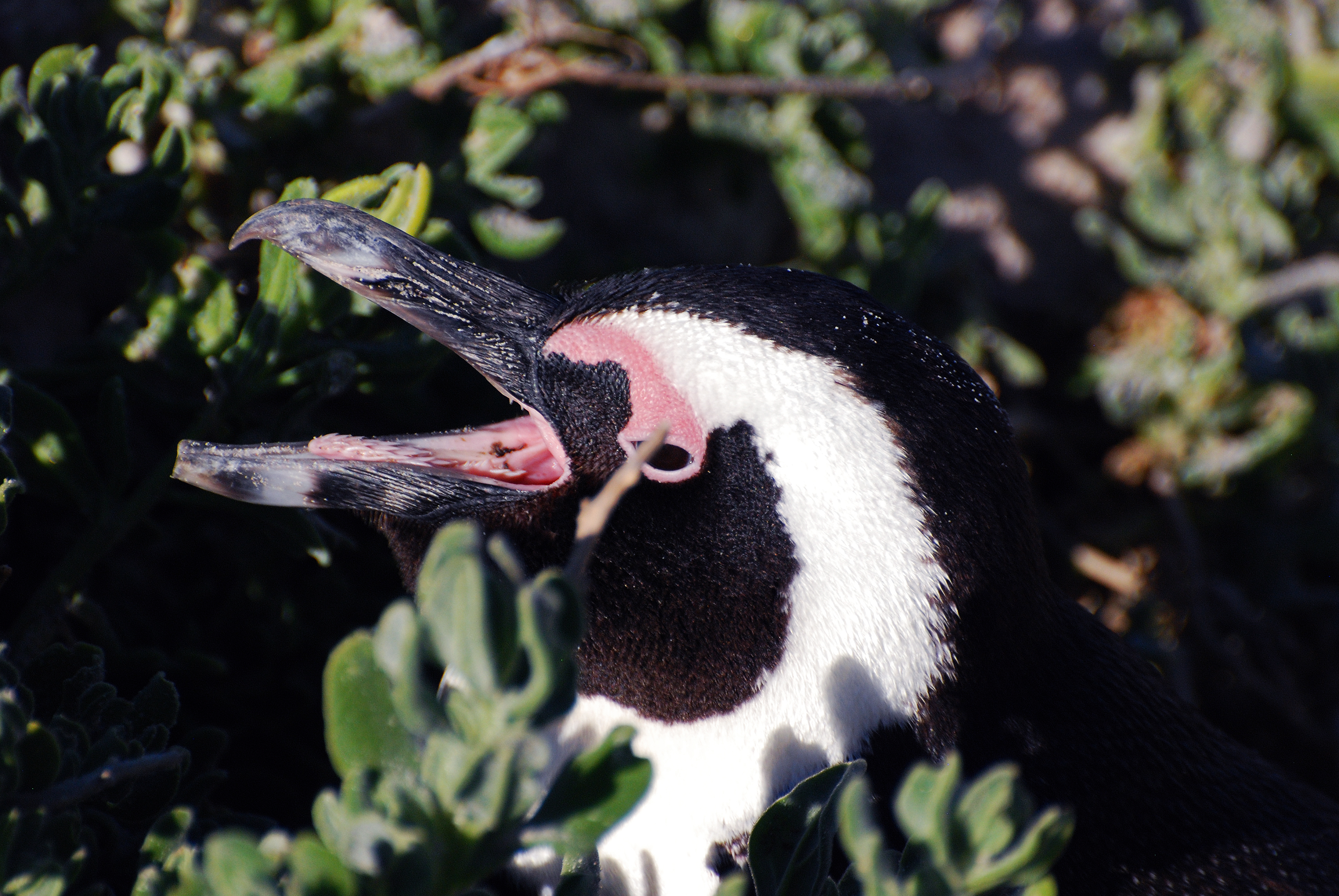
Protože žije v nezvykle teplém prostředí, musí umět tělesnou teplotu udržovat, ale i vydávat. Vybaven je tak neopeřenou kůži na hlavě zpravidla růžového odstínu. Jedná se o žlázy obklopené cévami, které plní termoregulační funkci

Patří mezi středně velké tučňáky. Dorůstá délky 60–70 cm (průměrně však 45 cm) a hmotnosti 2–4,5 kg (průměrně 3,1 kg), s ohledem na pohlavní dimorfismus (samice je nepatrně menší a méně váží), výkyvy v rozmnožování a náročnou výměnu peří (hladovění – ztráta váhy).
Dospělý jedinec má černý obličej, čelo a šíji. Obličej je navíc obkroužený širokým, dobře vymezeným, bílým pruhem sahajícím až k bíle hrudi. Podle této kresby na hlavě je také pojmenován – brýlový/brýlatý. Protože žije v nezvykle teplém prostředí, musí umět tělesnou teplotu udržovat, ale i vydávat. Vybaven je tak neopeřenou kůži na hlavě (nad očima a zobákem) zpravidla růžového odstínu – jsou to žlázy, sloužící k termoregulaci. Čím je jeho tělní teplota vyšší, tím větší množství krve se v těchto žlázách nachází a může být tak ochlazena okolním vzduchem. V takové situaci je pak růžově zabarvení kůže výraznější – tmavší, až červené. Na hrudi a po stranách břicha má černý široký pruh. Křídla jsou z vnější strany černé barvy, v kontrastu s bílou dolní částí s proměnlivými černými fleky. Dlouhá jsou asi 16,5 cm. O něco výraznější má fleky na břiše. Rozvrh těchto skvrnek má každý tučňák jedinečný, jako jsou např. lidské otisky prstů. Před přepeřováním jsou tmavé oblasti matnější a hnědší. Má vcelku hluboce posazený silný zobák (samec o něco hlouběji než samice), převážně černé barvy, se svislým světlým pruhem poblíž špičky. Ocas je krátký ale pevný, vestoje se o něj opírá, na pevnině tak slouží jako podpěra. Blanitá chodidla jsou opatřeny drápy, které mu pomáhají udržet se na útesu nebo je používá k hloubení nor. Pohlaví jsou si na pohled podobná. Samice má nepatrně menší zobák, výšku a celkovou hmotnost.
Vodovzdorné opeření je na sebe vrstveno hustě a rovnoměrně a každé z těchto krátkých a tuhých per je navíc podsazeno druhou vrstvou měkkého vlákna (tzv. prachové peří). Poskytuje tak ve vodě dokonalou tepelnou izolaci.
Nedospělý jedinec je dobře odlišený. Má rozdílně definovaný vzor a je ze začátku vývoje tmavě břidlicově modrý nahoře (na hlavě až k hrudi), nemá tedy výrazný vzor na hlavě a pruhy na těle, ale obvykle má nejasné bledé strany hlavy a pruh na hrdle. Také oblast okolo oka je tmavší a horní část hrudi a boky se spojují se špinavě bílým břichem. Postupně hnědne s přibývajícím věkem. Dospělé vzory získává v několika fázích a zpravidla okolo druhého roku již vypadá jako dospělý pták.
Jeho hlas se nápadně podobná hýkání osla a je slyšitelný hlavně v noci. Pro tento pronikavý hlasitý zvuk se mu v angličtině přezdívá „jackass penguin“, neboli v překladu „hloupý“ či „oslí“ tučňák.
Je to charismatický druh, oblíbený cíl turistů. Lidem se dovolí přiblížit až do vzdálenosti tří metrů (v Boulders Beach i na méně než jeden metr).

## Potrava a technika lovu

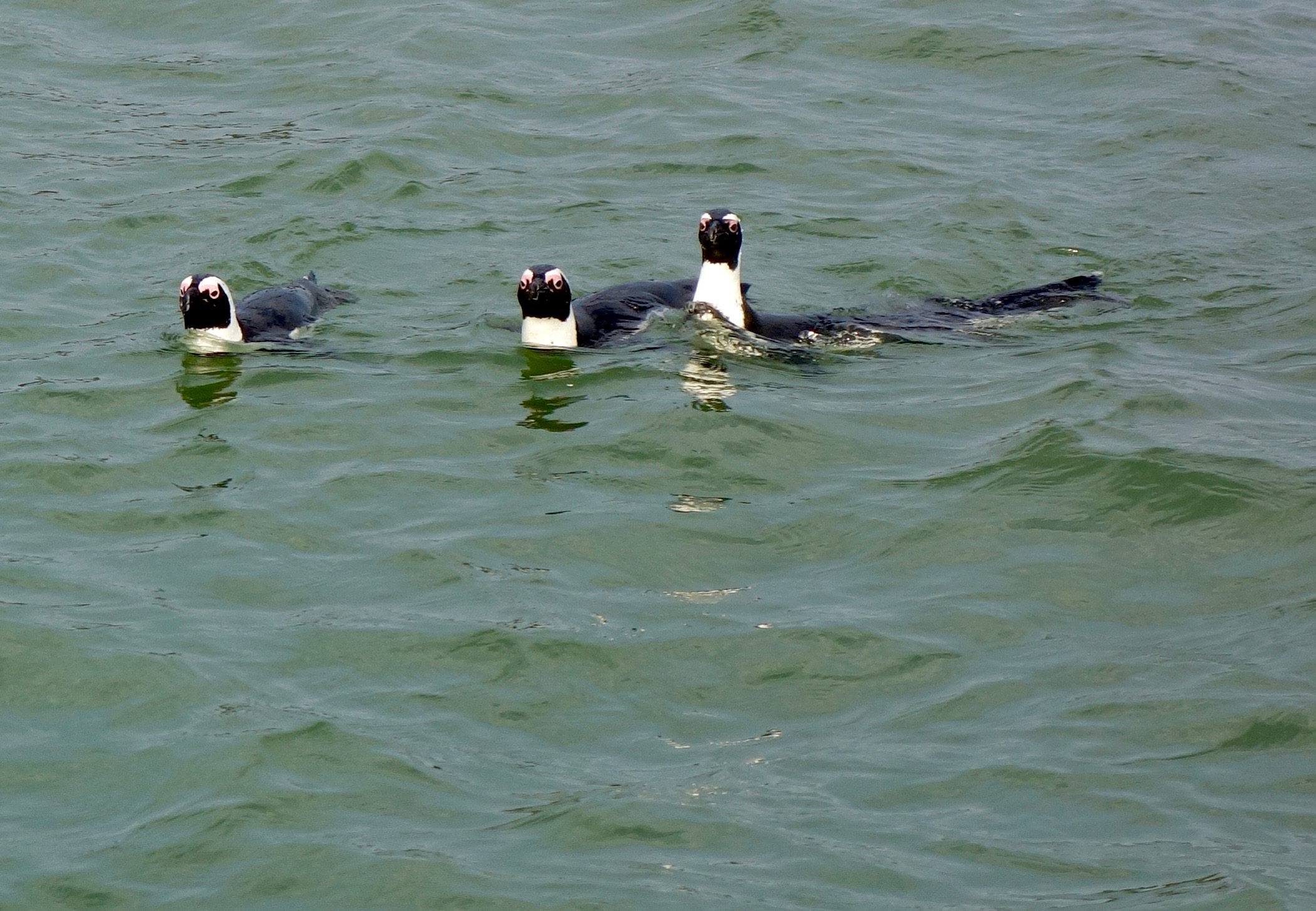
Tučňáci brýloví ve vodě

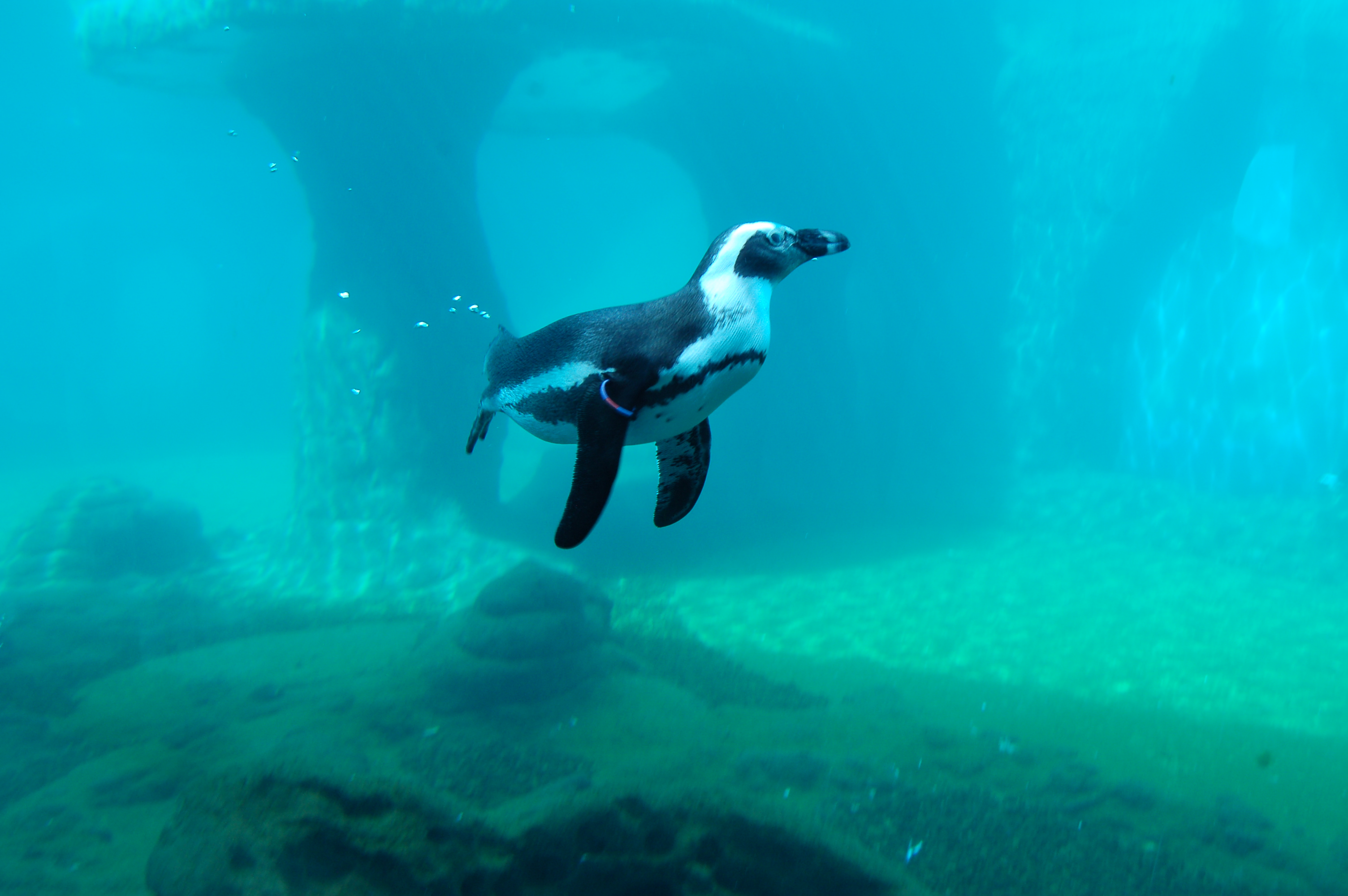
Tučňák brýlový se dokáže potopit do hloubky až 130 metrů

Jako všechny druhy tučňáků má i tučňák brýlový tělo dokonale přizpůsobeno k plavání, potravu tedy získává v moři. Díky pádlovitým křídlům a proudnicovému tělu dokáže pod vodou poměrně rychle plavat, pravděpodobně rychlostí až 16 km/h, obvykle však rychlostí 3–9 km/h (dle některých zdrojů až 20 km/h, ale můžeme se též setkat s údaji okolo 30 km/h, zřejmě se však jedná o hodnoty nepodložené nebo přeceňované, s takovou rychlostí je spojován pouze tučňák oslí). Podle novější studie z roku 2020, z dat získaných z chovu v zajetí, dokáže tento druh tučňáka plavat maximální rychlostí asi 3,0 až 3,7 m/s, tedy 10,8 až 13,3 km/h. V porovnání s jinými druhy tučňáků má tučňák brýlový vysokou maximální frekvenci úderů; při rychlém výpadu mávne křídlem až 3krát za sekundu. Uzpůsobeným ostražitým zrakem spatří i sebemenší pohyb kořisti – výkonné svaly mu umožňují měnit tvar oka, díky čemuž vidí pod vodou zřetelněji. Práci si ale dokáže ulehčit, třeba tak, že sleduje hejno racků, kteří se prozradí tím, že v místě velkého množství ryb krouží nad hladinou. Když tučňák narazí na hejno ryb, tak se ponoří a kořist pronásleduje. Nyní využije dvě hlavní zbraně; mobilní (pružný) krk a silný zobák s abnormální šířkou rozevření, díky kterému může lapenou kořist rovnou polykat.
Jeho jídelníček tvoří hlavně menší druhy pelagických ryb o velikosti 50–300 mm, nejčastěji sardinky, sardele, ančovičky a úhoři; např. druhy jako sardinka africká (Sardinops ocellata), sardinka tečkovaná (Sardinops sagax), etrumeus velkooký (Etrumeus teres), kranas obecný (Trachurus trachurus), sardel obecná (Engraulis encrasicolus) a Engraulis capensis. Tyto drobné ryby mají vydatné tučné maso, na němž je druh závislý, neboť si díky tomu udržuje podkožní tuk, kterým si promašťuje peří. Zbytek jeho každodenní stravy se skládá z široké škály hlavonožců a korýšů (až 18 druhů). Za jediný den zkonzumuje až 540 gramů potravy, ale pokud se stará o mláďata, zvládne během dne ulovit možná až 1000 gramů.
Obvykle loví v hloubkách do 20 metrů. V případě potřeby je však schopný dostat se do hloubky nad 100 metrů (spatřen byl až v hloubce 130 metrů). Od pobřeží se vzdaluje maximálně na 20–70 km, dále pouze v důsledku potravního nedostatku nebo jinak nevyhovujících podmínek. Bez potíží zadrží dech na tři a více minut. Rekordní nejdéle trvající ponor je 4 minuty a 58 sekund. Během potápění se srdeční frekvence zpomalí, krevní cesty stáhnou a kyslíkem jsou zásobeny pouze nejdůležitější části těla.

## Přirození predátoři, konkurenti
Na souši tučňáka brýlového ohrožují především volně žijící psi a kočky, tedy invazní druhy živočichů, zejména pak jeho mláďata v norách. Dále také racci, ibisové. krysy, promyky, ženetky nebo dokonce hadi. Ve výjimečných případech se stane kořistí levharta afrického. Vzhledem k vysoké predaci na pevnině vyhledávají tito ptáci pobřežní ostrovy, kde jsou v bezpečí před většími savci.
Na moři tučňáky ohrožuje řada dalších predátorů, pro které jsou teplé vody kolem Jižní Afriky lákavé, neboť jsou bohaté na potravu; řadí se mezi ně např. žralok bílý, kosatka dravá nebo lachtan jihoafrický (lachtani údajně za jediný den mohou ulovit i na sto kusů tučňáků), a konkrétně třeba tito ploutvonožci jsou rovněž potravními konkurenty. Bereme-li jim potravu navíc i my, lidé, její nevyváženost a nedostupnost v důsledku nadměrného rybolovu ohrožuje tučňáky brýlové na životě. Tyto okolnosti též do značné míry ovlivňují produktivitu mláďat (šanci na přežití dalších generací).

## Rozmnožování

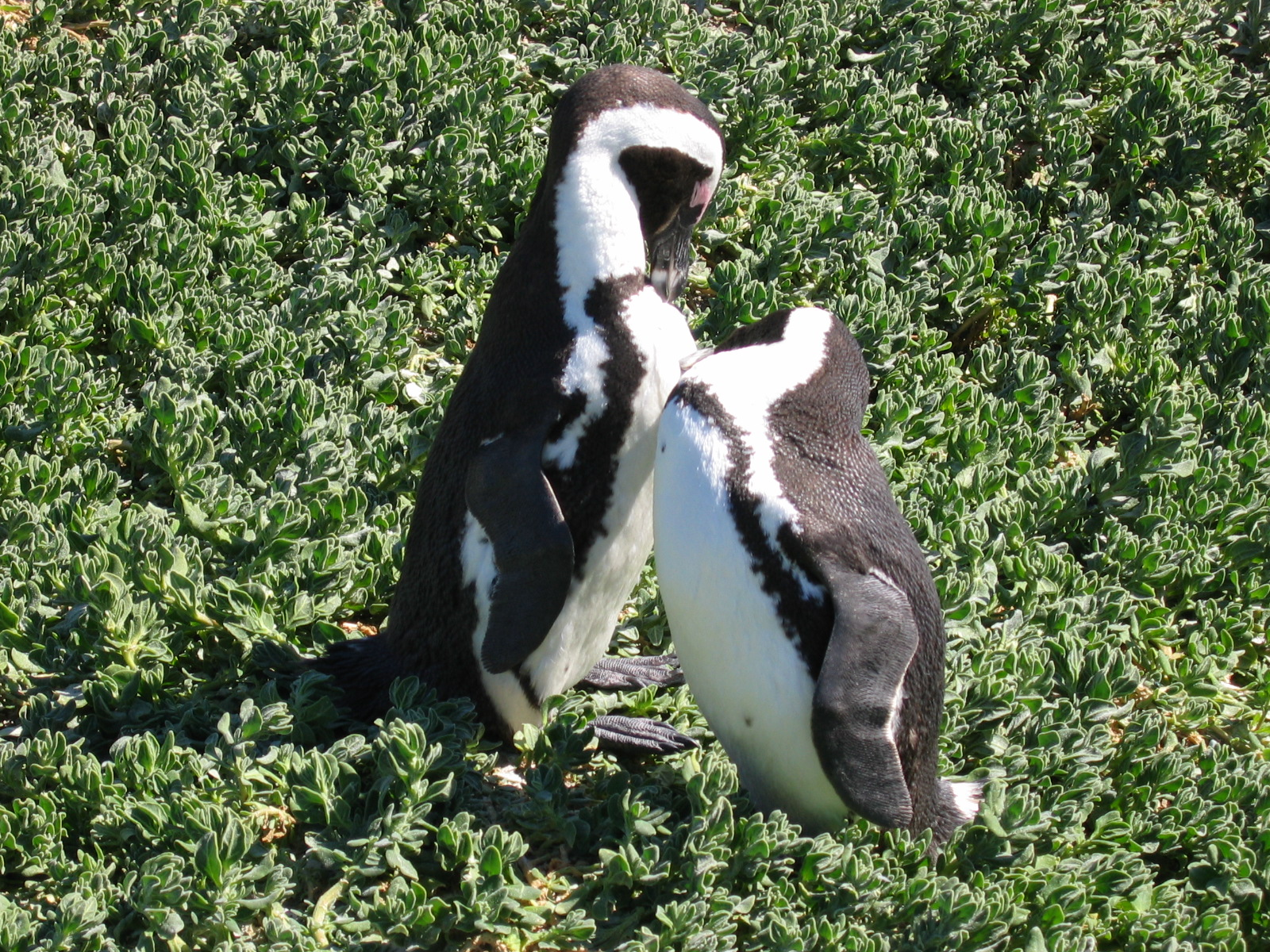
Tučňák brýlový je monogamní, a uzavírá doživotní partnerství

Jedná se o druh koloniální a monogamní, formuje trvalé partnerství prakticky na celý život; až 90 % párů spolu hnízdí několik chovných sezón a existují záznamy o dvojicích, které spolu vydržely 10 i vice let. Nové se vytvářejí v případě, že pár opakovaně selže ve výchově mláďat nebo z důvodu úmrtí jednoho z nich.
Rozmnožovací aktivity nejsou fixně známy, protože nejsou limitováni proměnlivou hojností potravy nebo patrnější změnou biotopu (přírodních podmínek). Pokud jsou podmínky přívětivě hnízdí i dvakrát do roka. Zpravidla však začínají v květnu až srpnu nebo mezi březnem a květnem (Jižní Afrika) či listopadem a prosincem (Namibie). Hnízda se nachází obyčejně pod skalami, ve vegetaci či v různých dírách v písku a jsou ukrytá před sluncem. Hnízdní nory jsou budovány zpravidla koloniálně.

### První dny v kolonii
Jako první se ocitnou na hnízdišti samci, kteří si vybojují nejvhodnější místo pro hnízdění, případně jen obhájí a upraví hnízdo z loňského roku. Podobně jako jiní tučňáci ze stejného rodu si zakládají na dostatečném stínu, který na hnízdiště doléhá, aby se vyhnuli dlouhodobému žáru slunce. Případně si hloubí nory, které sahají až metr pod zem. Ideálně ve vrstvách guána (trusu tučňáků), které zajišťuje vhodnou regulaci teploty, ale obyčejně jsou to jen díry v písku. Postupným opravováním její rozměry ještě rostou. Přesto se většina takových nor po jednom hnízdění rozpadne. Nemají dostatečnou stabilitu, kvůli nedostatku prorůstající vegetace. Zpevnit ji může leda lepkavá a tvrdá vrstva guána. Jeden z důvodů, proč byla těžba trusu pro tučňáky citelná, dnes je proto přísně zakázána. Hnízdo vystýlají menšími větvičkami, kamínky, šupinami z ryb nebo i kostmi z uhynulých tučňáků, prakticky tedy veškerým dostupným materiálem. Zhruba za týden se na hnízdišti objeví i samice, které se tak vyhnuly bojovému naladění samců, kteří hájili svá hnízda.

### Námluvy

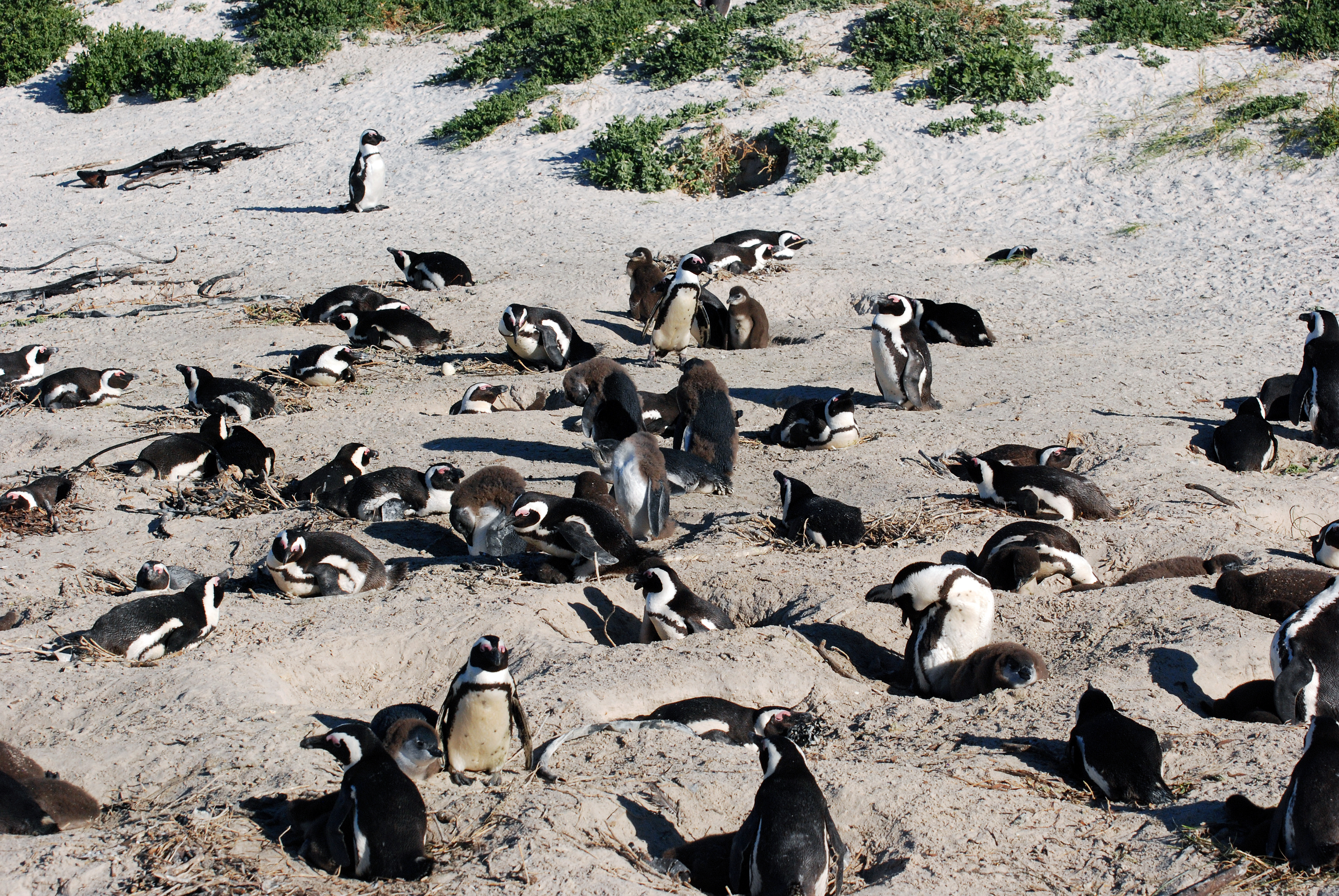
Hnízdící tučňáci brýloví (dospělí s odrostlými hnědě opeřenými mláďaty)

Námluvy doprovází oddané doteky při kterých se o sebe ptáci otírají hlavou a krkem. Peří na hlavě a krku si také navzájem čistí a podobně jako jiní tučňáci se ozývají hlubokými hrdelními tóny, které mají stejný sociální význam, jako tzv. uvědomovací hlas – slouží k udržovaní kontaktu mezi jednotlivými ptáky na vodě i na souši. Nejtypičtější fází toku je hlasité troubení, při němž stojí samec před samicí s otevřeným zobákem a vzhůru nataženým krkem. V případě uzavřeného páru troubí oba ptáci současně. Po tomto úvodu se samec projevuje chvějivými dotyky křídel a opět své družce probírá peří. Zanedlouho se samice položí na břicho a samec vyskočí na její záda, přičemž proběhne kopulace.
Pokud se námluvy neodehrávají přímo u hnízda, samec svou partnerku ohromuje námluvným tancem, tedy tak, že hlavu přikrčí k tělu a poskakuje okolo ní.

### Páření
Samotný akt trvá 1–2 minuty nebo dokonce jen několik sekund, protože je samcova poloha poměrně vrtkavá. Samice se při kopulaci přikrčí nebo si lehne na břicho a samec jí vyskočí na záda. Vyzdvihne ocas pro lepší koordinaci a snaží se dostat svou kloaku k její. Když se mu to podaří, předá samici sperma pouhým přitisknutím – otřením – kloaky. Páření se mnohokrát opakuje – u mladších méně zkušených párů o to více. Po páření se oba ptáci znovu intenzivně čistí.

### Snesení vajec, chov mláďat, věk

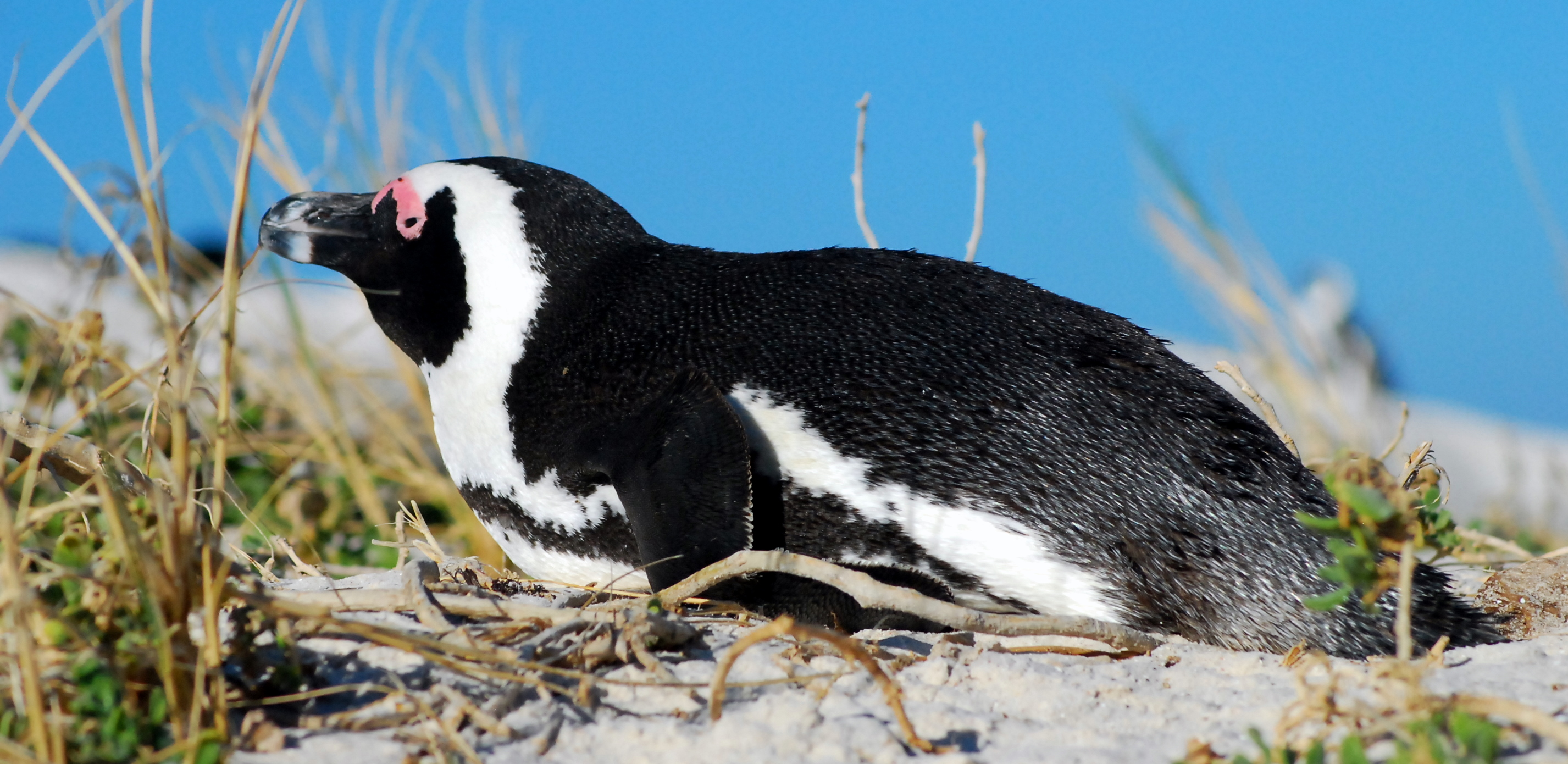
Tučňák brýlový při sezení na vejcích

Nejčastěji v období od března do května (Jižní Afrika) či v listopadu až prosinci (Namibie), položí samice zpravidla dvě bílá vejce do podzemních nory, prohlubně ve skále, nebo do štěrbiny mezi balvany. První vejce bývá větší než druhé a jsou položeny během dvou dní (přežití obou potomků je neobvyklé). V porovnání se slepičím může být vejce tučňáků až 4x větší. V sezení na vejcích se samice střídá s partnerem po dobu asi 36 až 41 dní (jeden vždy hlídá, druhý loví). Délka inkubační směny se odvíjí od hojnosti potravy, obvykle se ptáci vystřídají po 2,5 až 4 dnech. Při výměně se v noře projevují tichými oznamovacími tóny.

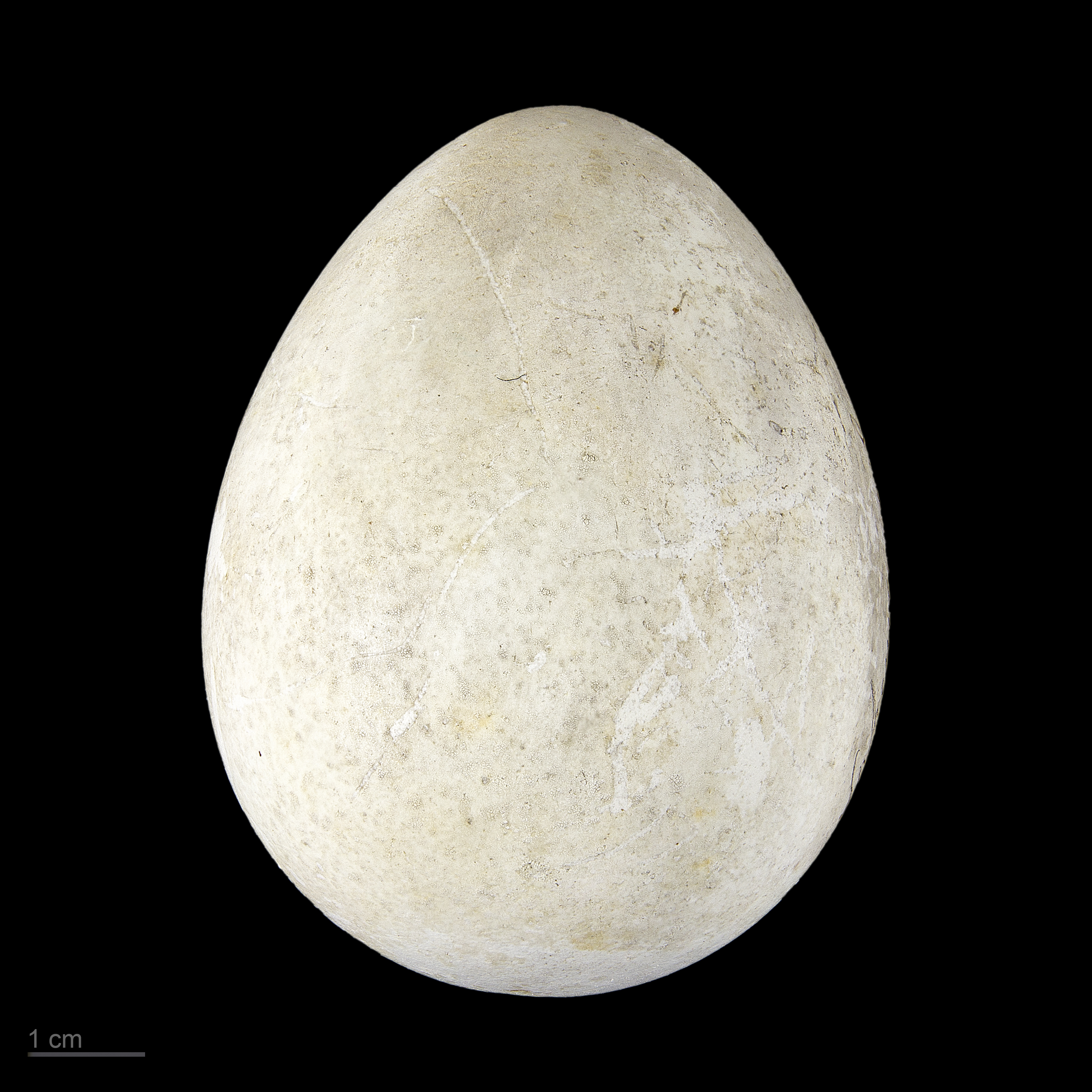
Vejce tučňák brýlového. V porovnání se slepičím je až 4x větší

O vylíhlá mláďata se rovněž starají oba rodiče a střídají se po 1–2 dnech (jeden vždy hlídá, druhý loví a přináší potravu). Krmení probíhá za soumraku nebo úsvitu. Odrostlejší asi měsíční mláďata se shlukují do malých skupinek, tzv. školek, čítající jen 5–10 mláďat. Převážně jsou ale schována v norách. Rodiče v tomto období loví potravu společně a mláďata jsou hodiny osamocena. Kuřata se ochmýří v 60–130 dnech života, v závislosti na faktorech životního prostředí – jeho kvalitě a především dostupnosti potravy. Společně s dospělými opustí kolonii a pobudou na moři mimo hnízdiště. Ve věku asi 1–2 let se pokusí poprvé zahnízdit a vyberou si pro hnízdění zpravidla tu oblast, kde byla sama vychována. Schopni reprodukce jsou nicméně až v 3 nebo 5 letech, takže první pokusy o snůšku sice nebývají úspěšné, ale získají díky nim cenné zkušenosti.
Dospělí tučňáci se po několika týdenním pobytu na moři – zotavovací kúře, vrátí zpět na břeh přepeřit. Pobudou pouze na souši a hladoví asi 20 dní. Náhradní (či druhé) snůšky mohou být sneseny asi o čtyři měsíce později, pakliže se nezmění podmínky a hojnost potravy. Může tak zahnízdit i dvakrát do roka.
Mláďata se často stávají kořistí dravců, nebo podléhají horkému slunci. Když ale přežijí, tučňáci brýloví se dožívají až 30 let, vyššího věku však převážné v zajetí. V divoké přírodě zřídkakdy žijí déle než 10–11 let, vzácněji až 27 let.

## Populace a ohrožení
Podle nejnovější zprávy IUCN z roku 2024 je tučňák brýlový považován za kriticky ohrožený druh. Je to jednak zapříčiněno jejich lovem jako levných rybářských návnad a hlavně sběrem vajec, která bylo možno ještě před cca 25 léty si koupit v Kapském Městě ke snídani. V 20. století se též těžila cenná hromada trusu, tzv. guano, v kterém si tučňáci vyhrabávali nory. Těmito zákroky byli vyhnáni na holé pláže a vystaveni mnohem většímu nebezpečí ze strany predátorů.
Ještě počátkem 19. století žilo na jihu Afriky zhruba čtyři miliony ptáků, mezi lety 1910–1930 stále více než milion tučňáků, ale okolo roku 1980 počty rapidně klesly na 60 tisíc ptáků. Díky některým ochranným opatřením se začala populace pozvolna zotavovat; v roce 1999 se počítalo s 224 000 jedinci a v roce 2005 činil odhad 180 000–220 000 ptáků. Nicméně od roku 2008 se nárůst zastavil a populace opět postupně klesala. Podle jednoho z posledních hodnocení (z roku 2018) uveřejněného na stránkách organizace IUCN žije v divočině přibližně jen 50 tisíc dospělých jedinců (společně s mladými je to asi 80 tisíc ptáků), přičemž trend populace je stále klesající. K roku 2020 IUCN ve spolupráci s BirdLife International evidovala už jen 41 700 dospělých ptáků a k roku 2024 už pouze necelých 20 tisíc.
Studie odhalila, že mezi lety 1978 a 2015 klesla populace v Jihoafrické republice o více než 60 % (z původních 70 000 párů na 19 300 párů) a v Namibii o více než 50 % (z původních 12 162 párů na 5800 párů). V letech 2016 až 2019 došlo k alarmujícímu kolapsu jednoho z největších hnízdišť tučňáků brýlových na ostrově St Croix (Algoa Bay) patrně též kvůli několika menším únikům ropy při tankování lodí v nedaleké zátoce. Už v roce 2011 odborníci varovali, že pokud bude populace tučňáků nadále klesat, z divoké přírody mohou za 15 let (do roku 2026) vymizet. Od roku 2024 odborníci přicházejí s prognózou, že k tomu může dojít do roku 2035.
V současnosti je největší hrozbou nadměrný rybolov (jakož i samotná technika lovu s pomocí vlečných sítí, do kterých se tučňáci zachytávají), znečištěné moře i souš (odpadky, plasty, chemikálie), rozpínající se lidská populace a ztráta vhodných lokalit k rozmnožování, a v neposlední řadě ropný průmysl a případný únik ropy do oceánu. Určitou roli hrají i současné klimatické změny, kvůli kterým ryby mohou migrovat jinam do vhodnějších oblastí, čímž tučňáci přicházejí o zdroj potravy.
Několik organizací (např. SANCCOB, IFAW, IBRRC) se výrazně podílí na záchraně tohoto druhu – např. zřizováním umělých hnízd v zdecimovaných lokalitách nebo navrženými opatřeními na ochranu zdrojů mořské potravy a samotných oceánů. Díky nim se také v roce 2000, kdy 23. června havaroval ropný tanker MV Treasure a do moře uniklo asi 1300 tun topného oleje, podařilo zachránit a do přírody zpět vypustit více než 90 % zasažených tučňáků (přibližně 19 000 z 20 251 ptáků) a dalších 19 500 se podařilo úspěšné přemístit do vhodné lokality (z ostrova Dassen a dalších oblastí byli tučňáci přepraveni a vypuštěni asi 800 kilometrů východně od Kapského Města poblíž Port Elizabeth). Tato úspěšná záchranná akce by se neobešla bez 45 000 dobrovolníků, kteří usilovně vypomáhali. Tučňák brýlový je pravděpodobně jediným ptačím druhem u něhož bylo prokázáno, že rehabilitace hrála významnou roli.

## V zajetí
Tučňáci brýloví se celkem běžně chovají v institucích po celém světě. Jedná se o méně náročné zástupce. Nevyžadují obzvláště nízké teploty a lze je tak umístit do venkovního výběhu. Poměrně dobře se množí. V Evropě spadají do programu EEP (European Endangered Species Programme), ve Spojených státech do programu SSP (Species Survival Plan). Cílem je nejen chránit doposud žijící populaci, ale také vytvořit záložní populaci pro případ, že by tučňáci v divoké přírodě vyhynuli.

### Chov v Česku

#### Zoo Ústí nad Labem
Tučňáci brýloví zde byli slavnostně představeni 3. prosince 2017. K září 2021 chovala zoologická zahrada celkem 15 tučňáků (8 samců, 7 samic). V květnu roku 2019 se jednomu z párů, samice Bobině a samci Alfiemu, vylíhla dvě mláďata. Jednalo se o vůbec první mláďata těchto ptáků v historii této zoo, ale i v rámci Unie českých a slovenských zoologických zahrad (UCSZOO). Ani jedno se však nedožilo dospělosti. Mladší z nich po šesti týdnech zahynulo kvůli zdravotním komplikacím a druhé mládě, které bylo rodiči později odmítnuto a dostalo se tak do intenzivní péče ošetřovatelů, záhy uhynulo kvůli dýchacím potížím ve věku čtyř měsíců. V polovině prosince roku 2019 zaznamenala zoologická zahrada další úspěch, vylíhla se další dvě mláďata. Jedno z nich ale brzy zahynulo. V září roku 2021 do zoo přicestovala nová skupina celkem deseti tučňáků brýlových z nizozemské ARTIS Amsterdam Royal Zoo. Další mládě se ústecké zoo vylíhlo na Nový rok 1. ledna 2022. Je zdravé a v péči rodičů.

#### Zoo Dvůr Králové
Poprvé za 76 let existence východočeské zoologické zahrady se zde v roce 2022 objevili tučňáci. Celkem jde o 24 tučňáků brýlových, které safari park získal z Nizozemska. Výstavbu doposud největšího pavilonu v Česku a na Slovensku za 40–43 milionů korun usnadnil česko-polský přeshraniční projekt. Nová expozice byla oficiálně otevřena v pondělí 11. července 2022.